# Manifestació Liebknecht-Luxemburg
La manifestació Liebknecht-Luxemburg (denominació original en alemany Liebknecht-Luxemburg-Demonstration, abreviat com LL-Demo) és una manifestació organitzada anualment a Berlín en homenatge als líders socialistes Rosa Luxemburg i Karl Liebknecht, assassinats el 15 de gener de 1919. Se celebra el diumenge del segon cap de setmana del mes de gener i transcorre habitualment entre la plaça de Frankfurter Tor (porta de Frankfurt) i el memorial dels socialistes ubicat al cementiri central de Friedrichsfelde (nom original: Zentralfriedhof Friedrichsfelde). El recorregut té aproximadament 6 kilòmetres.
La commemoració anual a Rosa Luxemburg i Karl Liebknecht té els seus orígens a la República de Weimar, durant la qual es va celebrar ininterrompudament entre el 1919 i el 1933. Amb la instauració del règim nazi, la manifestació fou prohibida i el memorial destruït. A partir del 1946, la commemoració es va reprendre primer dins de la zona d'ocupació soviètica i, a partir del 1949, dins de la ja instaurada República Democràtica Alemanya, amb caràcter d'acte estatal oficial. Amb la reunificació alemanya el 1990, diversos grups polítics d'esquerra en van assumir l'organització i es continua celebrant anualment.
Amb la mort de Lenin el 1924, el Partit Comunista d'Alemanya (abreviatura en alemany: KPD) va reanomenar la commemoració, incloent-hi el nom del líder soviètic i passant a denominar l'acte com a manifestació Lenin-Liebknecht-Luxemburg (denominació original abreviada: LLL-Demonstration). Des de 1990, alguns convocants a la manifestació utilitzen encara aquesta denominació.

## República de Weimar
La manifestació va sorgir a la República de Weimar com a acte de commemoració a les víctimes de revolta Espartaquista (entre el 5 i el 12 de gener de 1919). Això no obstant, Berlín va prohibir al Partit Comunista d'Alemanya que les víctimes fossin enterrades al cementiri històric dedicat a les víctimes de la revolució de març de 1948 (nom original en alemany: Friedhof der Märzgefallenen). Com a lloc alternatiu, va designar la part posterior del remot cementiri de Friedrichsfelde, aleshores reservat a delinqüents comuns i que s'havia guanyat el sobrenom de "el racó dels delinqüents". Fou doncs en aquest desafavorit indret on el Partit Socialdemòcrata Independent d'Alemanya (sigles en origial : USPD) i el KPD van organitzar conjuntament el funeral a les víctimes. Amb el temps, l'indret esdevindria un lloc de pelegrinatge.
El 25 de gener de 1919 hi foren enterrats 33 cadàvers, entre d'altes el de Karl Liebknecht. Més de 100.000 persones van atendre el funeral. Per a Rosa Luxemburg es va sepultar un fèretre buit al costat de la tomba de Liebknecht, ja que el seu cadàver no havia sigut trobat. Finalment, l'u de juny de 1919 el seu cadàver de va aparèixer al canal Landwehr berlinès. Luxemburg no fou enterrada fins al 13 de juny. La cerimònia fúnebre, que va sortir del barri de Friedrichshain, fou multitudinària i l'accés al cementiri comptà amb un aforament limitat.
Després de la mort de Lenin el 24 de gener de 1924, el KPD també va incloure al líder soviètic i fundador de la URSS a la commemoració. Degut a la seva prominència, el seu nom va passar a encapçalar el nom de la manifestació, a partir d'ara anomenada "Manifestació Lenin-Liebknecht-Luxemburg".
El 13 de juny de 1926 (aniversari de l'enterrament de Rosa Luxemburg) el KPD va inaugurar el "memorial revolucionari" de Ludwig Mies van der Rohe al cementiri de Friedrichfelde, dedicat als socialistes assassinats. El memorial estava format per blocs de formigó revestits amb maons vermells. Hi sobresortia una gran estrella soviètica amb un gravat de la falç i el martell. També, hi tenia gravada la popular cita de Rosa Luxemburg sobre la revolució «ich war, ich bin, ich werde sein» («vaig ser, sóc i seré»), prestada de poeta alemany Ferdinand Freiligrath; així, com la dedicatòria «als herois morts de la revolució».

## En temps del nacionalsocialisme
El règim nacionalsocialista, que ostentava el poder des del 30 de gener de 1933, va detenir i interrogar a tots els participants a la manifestació del 17 de gener. El mateix any, al febrer, el monument commemoratiu fou seriosament danyat pels nazis i, el 1934, el règim nacionalsocialista va decidir de destruir-lo completament. La decisió fou executada el gener de 1935.
A l'estranger, comunistes i antifeixistes van continuar celebrant la tradicional commemoració a les víctimes de la revolta Espartaquista.

## Zona d'ocupació sovièticaiRepública Democràtica Alemanya
Passada la Segona Guerra Mundial, la manifestació anual cap al cementiri de Friedrichsfelde en homenatge als socialistes assassinats es va reprendre. La primera manifestació va tenir lloc el 13 de gener de 1946, emmarcada dins de la campanya per unificar el KPD amb el Partit Socialdemòcrata d'Alemanya (SPD), sota el nou nom de SED. El secretari general del KPD i futur president de la República Democràtica Alemanya, Wilhelm Pieck, va pronunciar un discurs en una reproducció provisional del memorial de Ludwig Mies van der Rohe, el qual havia sigut destruït durant el règim nacional-socialista. Addicionalment, el KPD va estendre la commemoració "Lenin-Liebknecht-Luxemburg" a altres ciutats com Leipzig, Dresden o Dortmund.
Des de la seva constitució el 1946, la SED va passar a organitzar la manifestació de masses anual. Wilhelm Pieck va ordenar la construcció d'un nou monument a l'entrada del cementiri, el qual fou finalitzat el 1951. El monument destaca per la gran pedra commemorativa situada a les tombes de Luxemburg i Liebknecht, amb la inscripció «els morts ens amonesten».
El nou memorial pretenia representar la reunificació del KPD i l'SPD com a lliçó històrica davant del fracàs de la República de Weimar i simbolitzar el poder polític de la SED. Cada any, la SED anava enllaçant la manifestació amb diverses reivindicacions polítiques. Per exemple, el 1952 les reivindicacions es van centrar contra el rearmament de la República Federal d'Alemanya, el 1961 contra Konrad Adenauer, Franz Josef Strauß, Fritz Erler i Willy Brandt, o el 1971 per estrènyer la unió amb el Partit Comunista de la Unió Soviètica.

## República Federal d'Alemanya
Des de la reunificació alemanya l’octubre de 1990, la manifestació ha esdevingut un esdeveniment que agrupa a diversos grups, corrents i partits d'esquerra. Una plataforma s'encarrega d'organitzar anualment l'esdeveniment, en el qual el partit Die Linke hi té un destacat protagonisme i, entre molts d'altres, és convocant de l'acte. També moltes persones a títol individual es presenten al cementiri per deposar clavells vermells i corones fúnebres a la pedra commemorativa.

## Presència catalana a la manifestació
A partir de mitjans dels anys 2010, en ple procés independentista català, la presència catalana a la manifestació Liebknecht-Luxemburg va augmentar notablement, sumant-se a l'habitual presència de manifestants bascos amb ikurriñes. Tant el CDR Berlín com la CUP van fer crides a la participació en l'homenatge als líders socialistes Karl Liebknecht i Luxemburg. També van aprofitar l'avinentesa per reivindicar la llibertat dels presos polítics, en referència al govern de Catalunya empresonat després de la Declaració d'Independència de 2017.

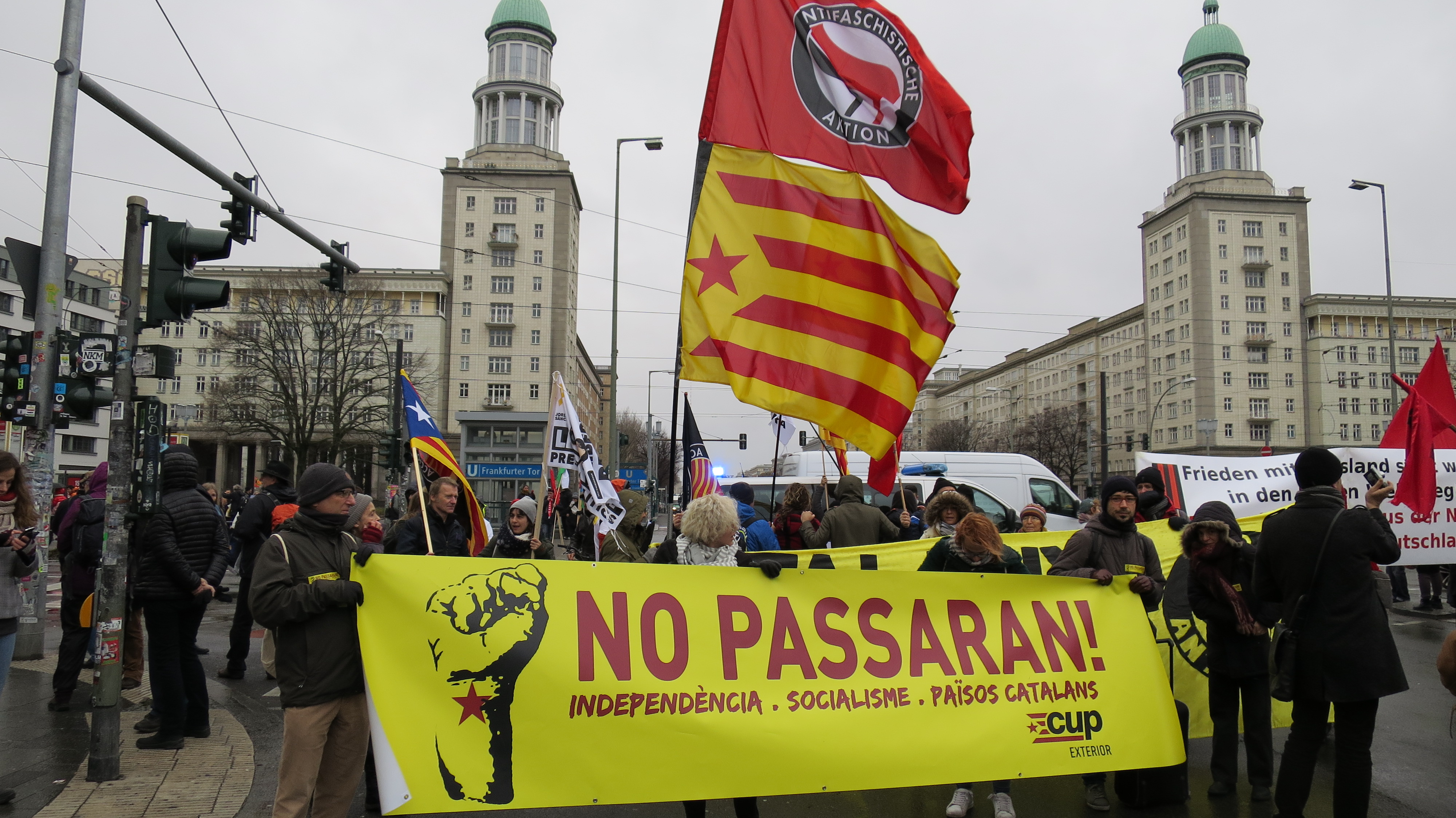
Pancarta "No passaran" de la CUP Exterior (2019).
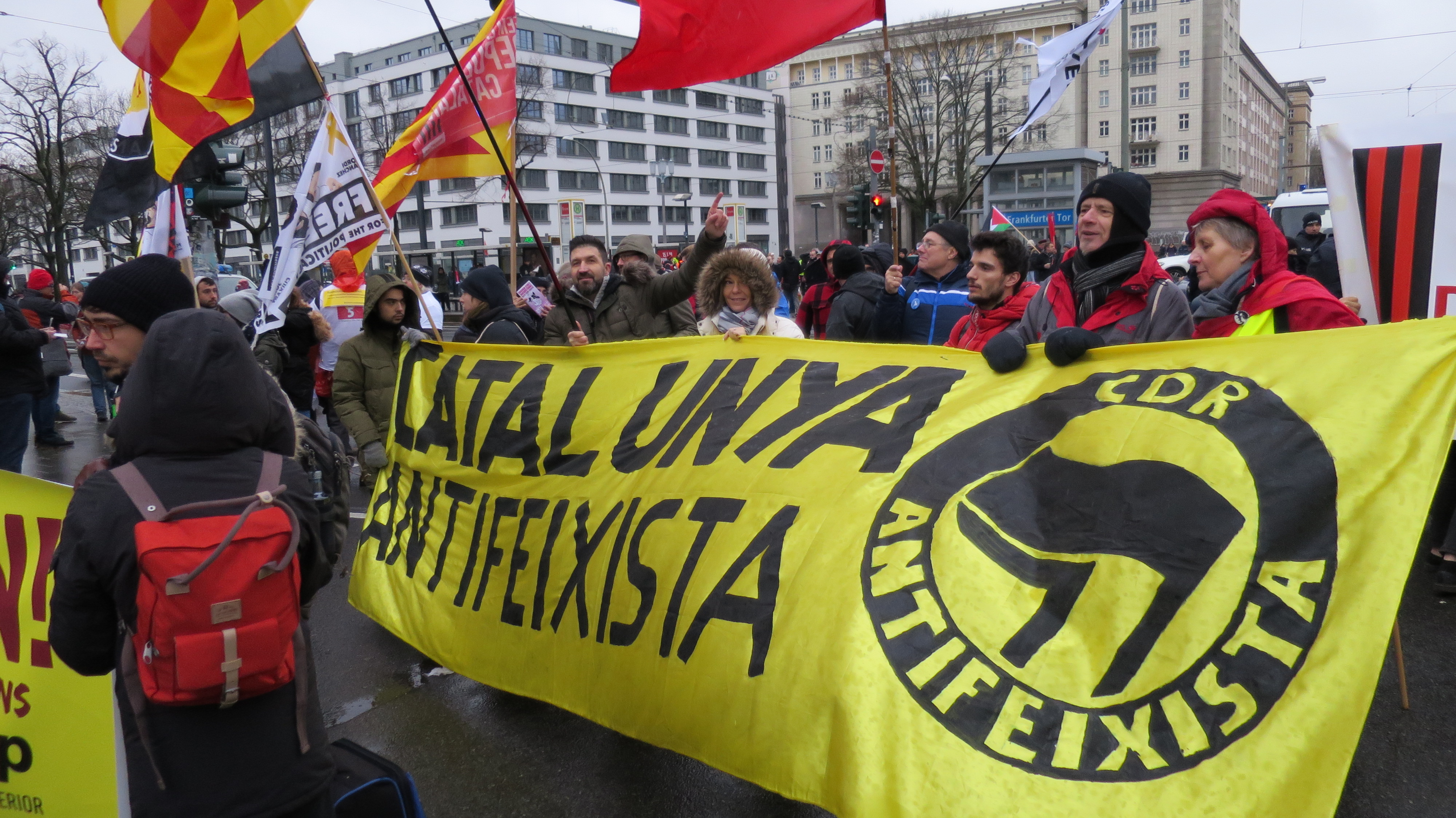
Pancarta "Catalunya antifeixista" del CDR Berlín (2019).
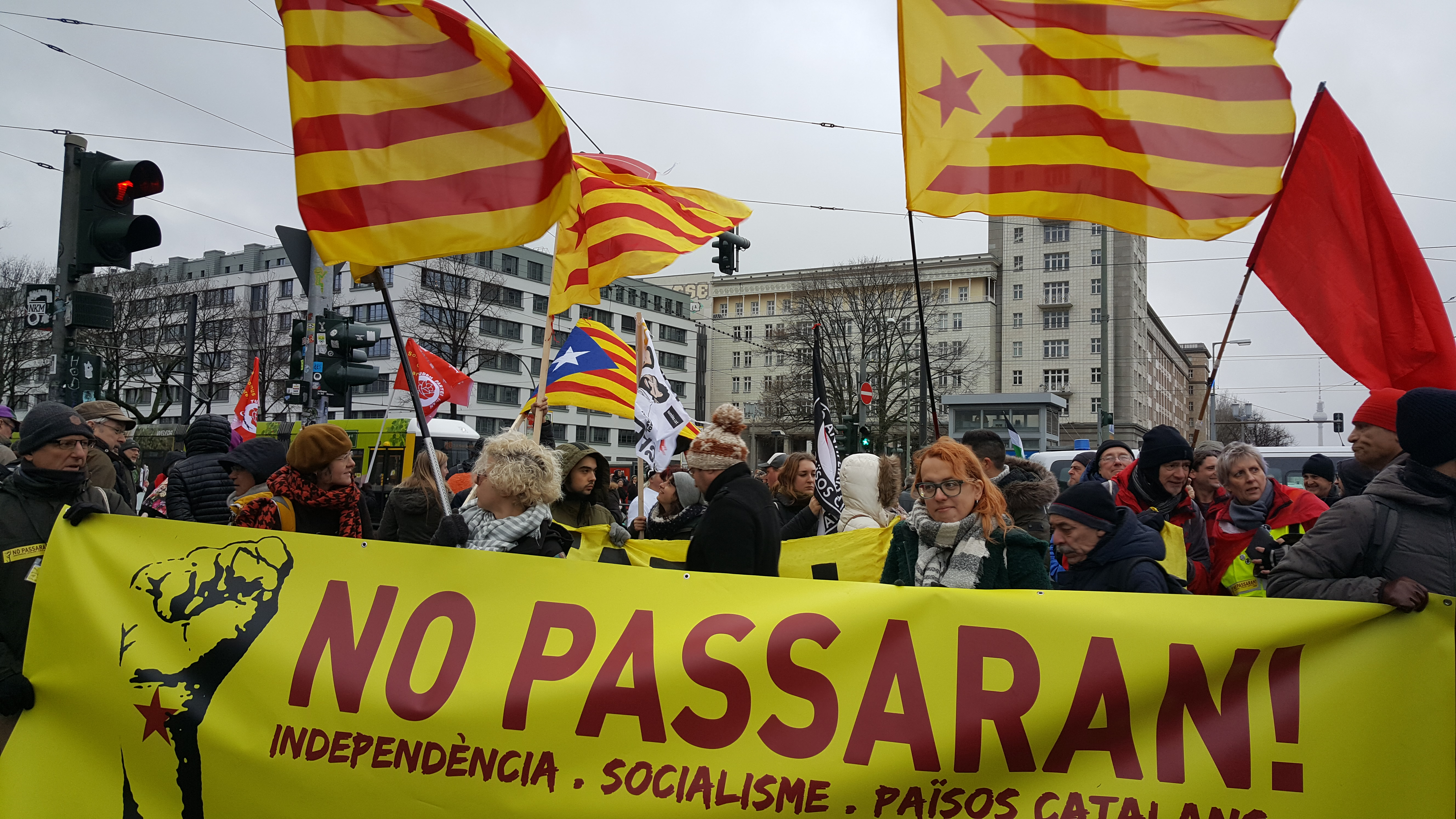
Bloc català a la manifestació Liebknecht-Luxemburg (2019).
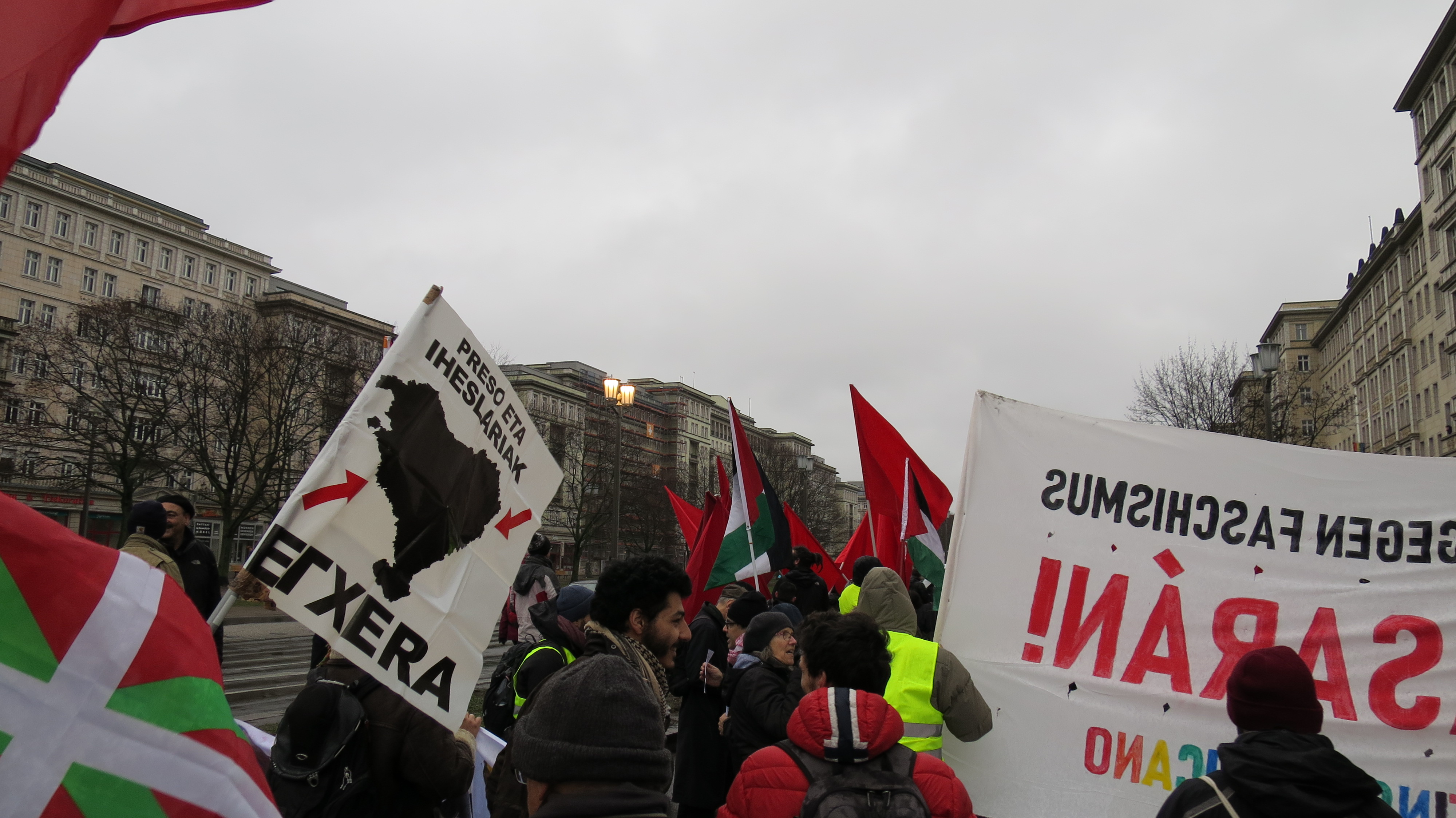
Banderes basques al bloc internacionalista (2019).
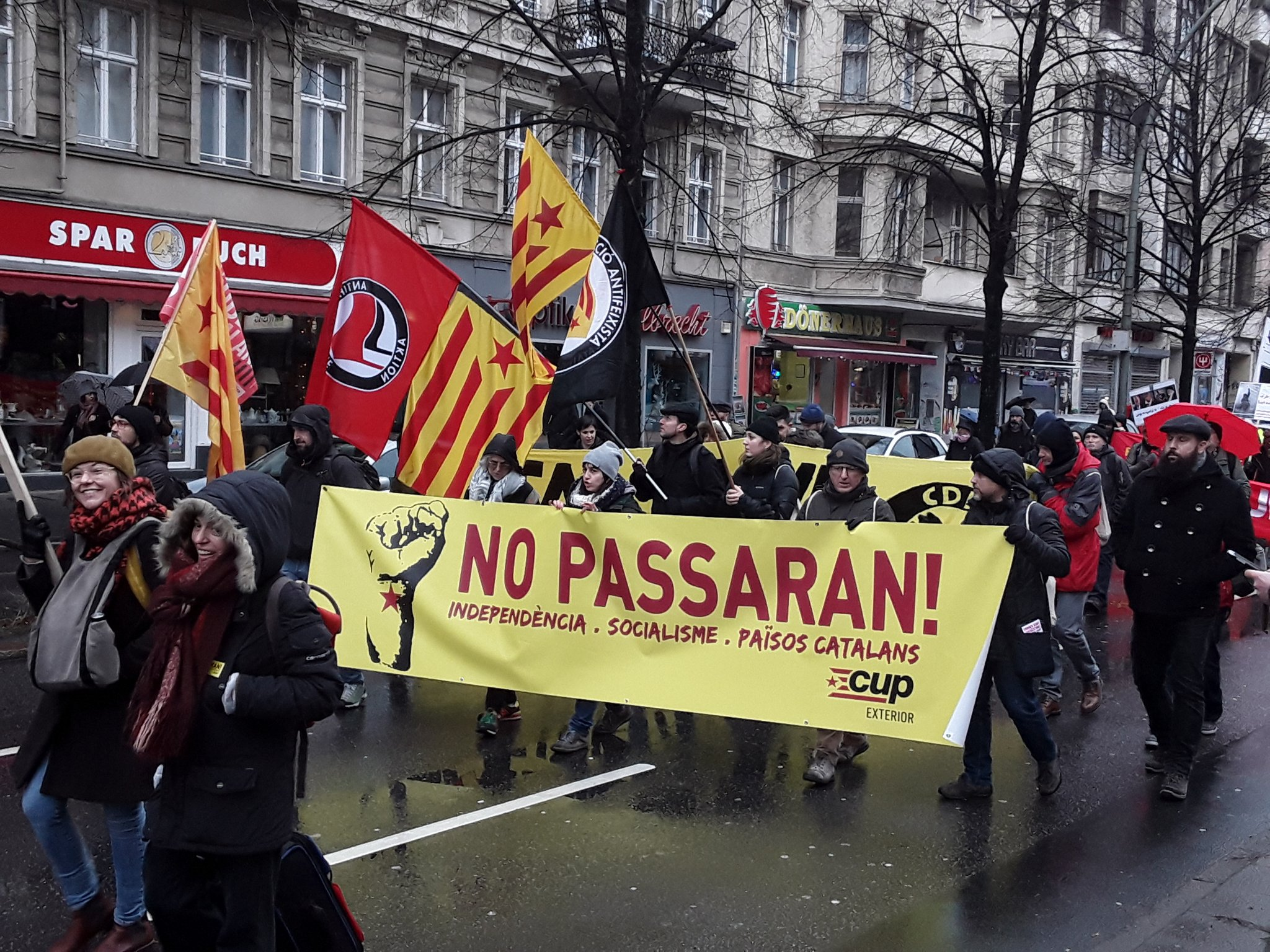
Bloc català durant la manifestació L-L (2019).